# Kelechi Nwakali
Kelechi Nwakali, né le 5 juin 1998 à Owerri, est un footballeur nigérian qui évolue au poste de milieu de terrain au Barnsley FC.

## Biographie

### En club
Nwakali signe à la SD Huesca le 2 septembre 2019 pour trois saisons,.
Il ne parvient pas à intégrer l'effectif professionnel tout au long de la saison, n'apparaissant sur aucune feuille de match. Mais à la suite de l'interruption du championnat en raison du Covid-19, le Nigérian profite de la reprise pour être convoqué par Míchel le 12 juin 2020, restant sur le banc contre Málaga. Nwakali fait ses débuts en Segunda División le 18 juin 2020, remplaçant Sergio Gómez en fin de seconde période face au CD Mirandés (défaite 1-2),. Avec cinq matchs disputés à l'issue de la saison, il participe à son échelle au sacre de Huesca en championnat, vainqueur par un point d'écart sur Cádiz.
Le 13 septembre 2020, Nwakali dispute son premier match de Liga en entrant en jeu durant un nul 1-1 à domicile contre le Villarreal CF. Il est titularisé le 31 octobre face au Real Madrid (défaite 4-1).
Le 1er février 2021, Nwakali est prêté à l'AD Alcorcón jusqu'à la fin de saison. Pour son premier match le 8 février, il est titularisé contre la SD Ponferradina lors de la 24e journée de Segunda División. 
Le 5 avril 2022, le SD Huesca annonce la résiliation de son contrat.

### En équipe nationale
Kelechi Nwakali dispute la Coupe du monde des moins de 17 ans 2015 organisée au Chili avec l'équipe du Nigeria, tenante du titre. Le 20 octobre, Nwakali marque un but à la dix-septième minute contre l'équipe hôte, le Chili, pour le second match de phase de poule. Les Golden Eaglets finissent premier de leur groupe avec six points. Le 28 octobre, Kelechi marque son deuxième but, alors que son équipe domine largement le match face à l'Australie, 6-0. Nwakali délivre également deux passes décisives lors de cette rencontre. Son équipe maîtrise ensuite les quarts de finale face au Brésil (3-0). Lors de la demi-finale disputée face au Mexique, Kelechi inscrit un nouveau but et délivre également une passe décisive (4-2). Le Nigeria remporte le tournoi en battant le Mali en finale (2-0). Kelechi est nommé meilleur joueur de la compétition.

### Vie privée
Nwakali est le frère benjamin de Chidiebere, de trois ans son aîné, également footballeur.

## Palmarès
- Vainqueur de la Segunda División en 2020 avec la SD Huesca
- Vainqueur de la Coupe du monde des moins de 17 ans en 2015 avec l'équipe du Nigeria des moins de 17 ans
- Élu meilleur joueur de la Coupe du monde des moins de 17 ans en 2015